# Diocesi di Muyinga
La diocesi di Muyinga (in latino: Dioecesis Muyingana) è una sede della Chiesa cattolica in Burundi suffraganea dell'arcidiocesi di Gitega. Nel 2021 contava 848.978  battezzati su 1.531.272 abitanti. È retta dal vescovo Joachim Ntahondereye.

## Territorio
La diocesi comprende le province di Muyinga e Kirundo in Burundi.
Sede vescovile è la città di Muyinga, dove si trova la cattedrale di Nostra Signora di Lourdes.
Il territorio è suddiviso in 23 parrocchie.

## Storia
La diocesi è stata eretta il 5 settembre 1968 con la bolla Divinum mandatum di papa Paolo VI, ricavandone il territorio dalla diocesi di Ngozi.

## Cronotassi dei vescovi
Si omettono i periodi di sede vacante non superiori ai 2 anni o non storicamente accertati.
- Nestor Bihonda † (5 settembre 1968 - 25 marzo 1977 dimesso)
  - Sede vacante (1977-1980)
- Roger Mpungu † (6 marzo 1980 - 1º luglio 1994 dimesso)
- Jean-Berchmans Nterere † (1º luglio 1994 succeduto - 5 maggio 2001 deceduto)
- Joachim Ntahondereye, dal 14 dicembre 2002

## Statistiche
La diocesi nel 2021 su una popolazione di 1.531.272 persone contava 848.978 battezzati, corrispondenti al 55,4% del totale.
| anno | popolazione | popolazione | popolazione | presbiteri | presbiteri | presbiteri | presbiteri                | diaconi | religiosi | religiosi | parrocchie |
| anno | battezzati  | totale      | %           | numero     | secolari   | regolari   | battezzati per presbitero | diaconi | uomini    | donne     | parrocchie |
| ---- | ----------- | ----------- | ----------- | ---------- | ---------- | ---------- | ------------------------- | ------- | --------- | --------- | ---------- |
| 1969 | 258.418     | 481.000     | 53,7        | 56         | 28         | 28         | 4.614                     |         | 37        | 37        | 13         |
| 1980 | 228.118     | 473.900     | 48,1        | 37         | 17         | 20         | 6.165                     |         | 28        | 50        | 10         |
| 1990 | 373.925     | 760.470     | 49,2        | 38         | 21         | 17         | 9.840                     |         | 29        | 74        | 12         |
| 1999 | 478.371     | 871.443     | 54,9        | 34         | 26         | 8          | 14.069                    |         | 11        | 98        | 13         |
| 2000 | 516.078     | 949.196     | 54,4        | 37         | 29         | 8          | 13.948                    |         | 12        | 95        | 14         |
| 2001 | 525.027     | 959.920     | 54,7        | 39         | 30         | 9          | 13.462                    |         | 13        | 113       | 14         |
| 2002 | 518.325     | 924.657     | 56,1        | 42         | 31         | 11         | 12.341                    |         | 15        | 95        | 14         |
| 2003 | 545.491     | 963.006     | 56,6        | 37         | 27         | 10         | 14.743                    |         | 14        | 106       | 14         |
| 2004 | 565.441     | 996.029     | 56,8        | 40         | 29         | 11         | 14.136                    |         | 15        | 136       | 14         |
| 2013 | 763.035     | 1.537.344   | 49,6        | 57         | 52         | 5          | 13.386                    |         | 8         | 323       | 16         |
| 2016 | 823.323     | 1.409.906   | 58,4        | 66         | 62         | 4          | 12.474                    |         | 11        | 152       | 20         |
| 2019 | 765.000     | 1.440.900   | 53,1        | 75         | 69         | 6          | 10.200                    |         | 13        | 160       | 21         |
| 2021 | 848.978     | 1.531.272   | 55,4        | 83         | 78         | 5          | 10.228                    |         | 5         | 194       | 23         |